# Битва за Тулагі, Гавуту та Танамбого
Битва за Тулагі, Гавуту і Танамбого (англ. Battle of Tulagi and Gavutu–Tanambogo, яп. フロリダ諸島の戦い Фурорида-сьото: но татакаї, «Битва за Флоридські острови») — бій на Тихоокеанському театрі бойових дій Другої світової війни між силами японського Імператорського флоту і Союзниками (головним чином морською піхотою США). Відбувалась 7-9 серпня 1942 року на Соломонових островах під час висадки десанту Союзників на острови на початковому етапі битви за Гуадалканал.
В битві морські піхотинці під командуванням генерал-майора Александера Вандегріфта успішно висадились і захопили острова Тулагі, Гавуту і Танамбого, на яких японський флот будував військово-морську базу і базу гідролітаків. Десанту чинили сильний опір японські моряки, які, попри чисельну перевагу противника і слабке озброєння, фанатично боролись до останнього солдата.
Одночасно з висадкою на Тулагі, Гавуту і Танамбого війська Союзників також висадились на сусідньому острові Гуадалканал з метою захоплення японського аеродрому, який там будувався. На відміну від кровопролитної боротьби на Тулагі і Гавуту, десант на Гуадалканалі майже не зустрів супротиву. З висадки на Тулагі і Гуадалканалі почалась шестимісячна Гуадалканальська кампанія і серія битв з перемінним успіхом між військами Союзників і Японської імперії в районі Соломонових островів.

## Передісторія
7 грудня 1941 року японці почали бойові дії проти США на Тихому океані нападом на гавань Перл-Гарбор на Гавайських островах. Внаслідок нападу були потоплені і пошкоджені більшість американських лінкорів — війна між двома державами формально розпочалась.
Першочерговими завданнями японського командування в війні стали нейтралізація американського флоту, захоплення родовищ корисних копалин і організація стратегічних військових баз для захисту Японської імперії в Азії та на Тихому океані. На виконання цих завдань японські війська захопили Філіппіни, Таїланд, Малайю, Сінгапур, Голландську Ост-Індію, острів Вейк, Острови Гілберта, Нову Британію і Гуам. Вступ США у війну проти Японії був останнім із Антигітлерівської коаліції, деякі з них, зокрема Велика Британія, Австралія й Нідерланди вже були атаковані японцями.
Дві спроби японського флоту захопити стратегічну ініціативу й розширити оборонний периметр у південну й центральну частини Тихого океану було зірвано морськими битвами в Кораловому морі й поблизу атола Мідвей. Ці дві битви стали стратегічними перемогами Союзників, внаслідок чого вони перехопили ініціативу і отримали можливість почати наступальні дії проти Японської імперії на Тихому океані. Союзники вибрали напрям на Соломонові острови, насамперед на південну частину архіпелагу: Гуадалканал, Тулагі і Флоридські острови для початкового наступу.

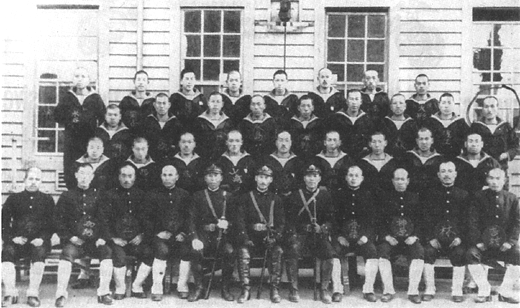
Японські офіцери і старшини 3-го загону морської піхоти Куре, які були висаджені на Тулагі в травні 1942 року і майже всі загинули під час висадки Союзників 7-9 серпня 1942 року.

В рамках операції, яка стала результатом битви в Кораловому морі, японський флот відправив війська окупувати Тулагі і найближчі острови південних Соломонових островів. Ці війська, головним чином з 3-го загону морської піхоти Куре, висадились на Тулагі 3 травня 1942 року і почали будівництво бази гідролітаків, цистерн для заправки кораблів і бази постачання на Тулагі і найближчих островів Гавуту, Танамбога і Флорида, всі з них незабаром запрацювали. Союзники дізналися про збільшення активності японців на Тулагі на початку липня 1942 року, коли японський флот почав будівництво великого аеродрому біля мису Лунга на Гуадалканалі. До серпня 1942 року японський контингент нараховував 900 солдатів на Тулагі і найближчих островах, а також 2 800 осіб (головним чином корейські та японські будівельники) на Гуадалканалі. Після завершення будівництва аеродром повинен був захищати японську базу в Рабаулі, нападати на лінії постачання країн Союзників, а також стати плацдармом для можливої майбутньої окупації Фіджі, Нової Каледонії і Самоа (Операція ФС).
План Союзників по захопленню південних Соломонових островів був запропонований адміралом США Ернестом Кінгом, головнокомандуючим флотом США. Він запропонував наступ на південні Соломонові острови, щоб запобігти створення японцями там військових баз, з яких вони зможуть порушувати постачання між США і Австралією, та використовувати їх як плацдарм для бойових дій з метою захоплення або нейтралізації головної японської бази в Рабаулі, підтримавши війська Союзників, що брали участь у Новогвінейській кампанії, з можливою ціллю відкрити шлях США для повернення Філіппін. Адмірал США Честер Німіц, командуючий силами Союзників на Тихому океані, створив штаб військ на Південнотихоокеанському театрі бойових дій під командуванням віце-адмірала США Роберта Л. Гормлі для керування наступом Союзників на Соломонових островах.
В процесі підготовки наступу в травні 1942 року генерал-майор США Александер Вандегріфт наказав передислокувати 1-у дивізію морської піхоти із США в Нову Зеландію. Інші сухопутні, морські і повітряні підрозділи Союзників були переправлені на бази Фіджі, Самоа і Нової Каледонії.
Еспіріту-Санто на Нових Гебридах був вибраний штаб-квартирою і головною базою для майбутнього наступу, який отримав кодову назву «Уотчтауер», і початкова дата якого була призначена на 7 серпня 1942 року. Спочатку наступ військ Союзників планувалося тільки на Тулагі і острови Санта-Крус, виключаючи Гуадалканал. Тим не менше, після отримання розвідувальних даних про будівництво японцями аеродрому на Гуадалканалі, захоплення аеродрому було включено в план, а острова Санта-Крус виключені.
Для здійснення операції «Вотчтауер» Союзники зібрали експедиційний флот із 75 військових і транспортних кораблів, в який ввійшли кораблі із США і Австралії, і який об'єднався біля Фіджі 26 липня 1942 року і провів десантні навчання до того, як вирушив на Гуадалканал 31 липня.
Вандергріфт був призначений головнокомандуючим 16 000 солдатів Союзників (переважно морські піхотинці США), які безпосередньо брали участь у висадці і він повинен був особисто командувати висадкою на Гуадалканалі. Командуючим 3 000 морських піхотинців, виділених для десанту на Тулагі і найближчі острови Флорида, Гавуту і Танамбого був призначений бригадний генерал Вільям Х. Рупертус на транспортному кораблі «Невілл».

## Підготовка до битви

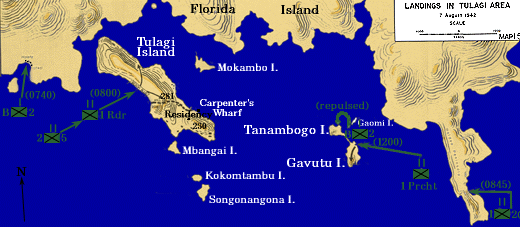
Маршрути амфібійних сил Союзників перед висадкою на островах Флорида, Тулагі и Гавуту-Танамбого 7 серпня 1942 року.

Погана погода дозволила експедиційним силам Союзників наблизитись до Гуадалканалу непоміченими японцями до ранку 7 серпня. Японці перехопили радіо перемовини від кораблів Союзників, що підходили до островів, і приготувалися відправити розвідувальні літаки на світанку. Кораблі з десантом були розділені на дві групи, одна повинна була направитися до Гуадалканалу, а друга призначалась для захоплення Тулагі, Флориди і Гавуту-Танамбого. Літаки з авіаносця Уосп скинули бомби на позиції японців, обстріляли та знищили 15 японських гідролітаків, що були розміщені в районі якірної стоянки біля островів. Деякі з гідролітаків прогрівали двигуни, збираючись злетіти, і були знищені разом з екіпажами і технічним персоналом.
Крейсер «Сан Хуан» і есмінці «Монссен» та «Б'юкенен» провели бомбардування ймовірних зон висадки на островах Тулагі і Флорида. Для прикриття десанту на Тулагі, Гавуту і Танамбого морські піхотинці з 1-го батальйону 2-го полку морської піхоти (США) здійснили висадку на острів Флорида в 07.40, не зустрівши жодного спротиву. Їх вели провідники — австралійські солдати, такі як лейтенант Френк Стекпул, який був знайомий з районом Тулагі-Флорида, де раніше проживав і працював

## Битва за Тулагі

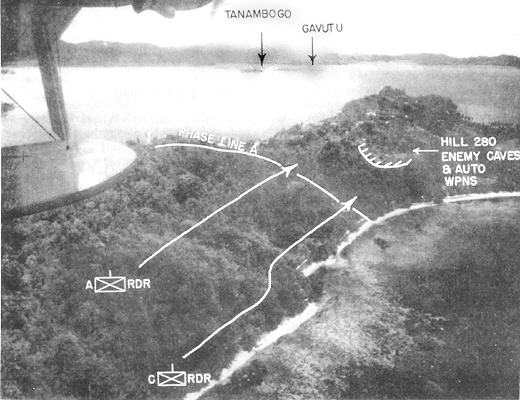
Карта, нанесена поверх аерофотографії Тулагі. Позначені напрями наступу морських піхотинців на південно-східному кінці острову і центр японських оборонних позицій в районі висоти 281.

О 08:00 два батальйони морської піхоти, в тому числі 1-й рейдерський батальйон підполковника Меррітта А. Едсона (рейдери Едсона) і 2-й батальйон 5-го полку морської піхоти (2/5), не зустрівши опору, здійснили висадку на західний берег Тулагі приблизно по середині острова. Корали біля берегів не давали десантному катеру наблизитись до нього. Однак, морські піхотинці змогли пройти вбрід близько 100 метрів без протидії з боку японських солдатів, для яких висадка стала неочікуваною і тому вони не змогли чинити спочатку організованого спротиву ворогу.
Водночас японські війська на Тулагі і Гавуту, а саме 3-ій загін морської піхоти Куре і військовослужбовці Йокогамської авіагрупи під командуванням капітана Сігетосі Міядзакі, передали своєму командиру в Рабаулі, капітану Садайосі Ямаді, що вони піддались нападу, знищили своє обладнання і документи, і передали повідомлення: «Ворогів набагато більше, ніж нас, ми будемо боротися до останнього бійця.» Масаакі Судзукі, командир підрозділу морської піхоти, наказав своїм солдатам зайняти попередньо підготовлені оборонні позиції на Тулагі і Гавуту.
Морські піхотинці з 2-го батальйону висадились на північно-західній стороні острова Тулагі і приєднались до рейдерів Едсона в наступі на південно-східну частину острова. Протягом дня вони просувались до місця призначення, подолавши при цьому декілька ізольованих осередків японського опору. Близько полудня Судзукі перемістив свою головну лінію оборони на пагорб, який отримав від американців назву Висота 281 по висоті пагорбу і найближчій ущелині, що розміщене на південно-східній стороні острову. Японська оборона включала в себе десятки тунелів і печер, прокладених у вапнякових скелях пагорбу, а також кулеметні гнізда, обложені мішками з піском. Морські піхотинці підійшли до лінії оборони в сутінках, оцінивши, що денного світла недостатньо для проведення повномасштабної атаки, вони окопалися перед настанням ночі.
Вночі, починаючи з 22.30 японці п'ять раз атакували позиції морських піхотинців. Наступи являли собою фронтальні атаки, що чергувалися з індивідуальними вилазками і проникання малих груп до командного пункту Едсона, що іноді призводило до рукопашних боїв з морськими піхотинцями. Японці на деякий час прорвали лінію оборони морської піхоти і захопили один кулемет, але незабаром були відкинуті.
Ціною значних втрат морські піхотинці до ранку утримували свої позиції. Японці також зазнали значних втрат в нічних атаках. Вночі один з морських піхотинців, Едуард Х. Оренс, вбив 13 японців, що наступали на його позицію. Але був сам вбитий в бою.
Описуючи японські атаки цієї ночі, очевидець рейдер Піт Спарацино казав:

… опустилась повна темрява. Ми рухались вперед і чули їх розмови. Потім ворог знайшов прогалину і рушив у відкритий прохід. Прогалина була ліквідована, коли другий загін зачинив ворота. Деякі японці підповзали на 20 ярдів (приблизно 18 метрів) до загону Френка Гілдона. Френк почав кидати гранати з положення лежачи. Його гранати падали в 15 ярдах від наших позицій і нам доводилось пригинатися, коли вони вибухали. Ворог був з усіх сторін. Йшла звіряча і нещадна боротьба. Нам доводилося бути обережними, щоб не вбити своїх товаришів. Ми дуже втомились, але повинні були бути насторожі, інакше ми загинули б…
Оригінальний текст (англ.)
"...full darkness set in.  There was movement to the front...you could hear them jabbering.  Then, the enemy found a gap and began running through the opening.  The gap was (sealed) when another squad closed the gate.  Some Japanese had crawled within 20 yards of (Frank) Guidone's squad.  Frank began throwing grenades from a prone position.  His grenades were going off 15 yards from our position (and) we had to duck as they exploded.  The enemy was all around.  It was brutal and deadly.  We had to be careful not to kill our comrades.  We were tired but had to stay awake or be dead."

На світанку 8 серпня, шість японських розвідників, ховаючись під балконом старої штаб-квартири Британської колоніальної адміністрації, застрелили трьох морських піхотинців. Протягом п'яти хвилин лазутчики були ліквідовані гранатами. Пізніше, тим же ранком морська піхота після висадки підкріплення у вигляді 2-го батальйону 2-го полку морської піхоти, оточила Висоту 281 та ущелину і стала обстрілювати позиції японців із мінометів, а потім атакували обидві позиції, підриваючи входи в печери вибухівкою, щоб поховати японських солдатів, які ховалися в печерах, живцем, і захопити позиції, що знаходилися безпосередньо поряд з пагорбом і ущелиною. Використовуючи такий метод, морські піхотинці знищили окремі позиції японців. Японський опір в цілому було подавлено після обіду, хоча ще протягом декількох днів були виявлені і вбиті декілька солдатів ворога. В боях за Тулагі загинуло 307 японських і 45 американських солдатів. Три японських солдати були взяті в полон.

## Бої за Гавуту-Танамбого

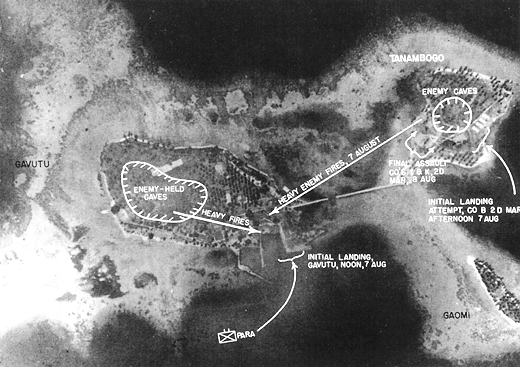
Карта поверх аерофотозйомки, показані напрямки атак американської морської піхоти на Гавуту і Танамбого.

На найближчих островах Гавуту і Танамбого була розміщена японська база гідролітаків. До складу бази входили 536 японських військовослужбовців із Йокогамської авіагрупи і 3-го загону морської піхоти, а також корейські, японські цивільні інженери та робітники з 14-го будівельного підрозділу. Два острови мали коралове походження, висоту близько 42 метри кожний і були з'єднані один з одним дамбою завдовжки 500 метрів. Висоти на Гавуту і Танамбого отримали у американців назви Висоти 148 і 121 відповідно по їх висоті в футах над рівнем моря. Японці на обох островах укріпились в бункерах і печерах, побудованих на двох пагорбах. Крім того, на обох островах були встановлені кулемети, причому острови знаходились в зоні досяжності вогню кулемета сусіднього острову. Американці помилково вважали, що на островах знаходився гарнізон тільки із 200 морських піхотинців і будівельних робітників.
7 серпня о 12:00 Гавуту був атакований 1-м парашутним батальйоном морської піхоти чисельністю 397 осіб. Атака була запланована на полудень, бо бракувало авіації для одночасного прикриття десантів на Гуадалканалі, Тулагі і Гавуту. Попередній обстріл зруйнував рампу гідролітаків, через що десантні кораблі змушені були висадити морську піхоту у відкритішому місці на найближчому невеликому пляжі і в доках. Вогонь японських кулеметів призвів до значних втрат серед морської піхоти США, вбивши та поранивши кожного десятого, бо вони, рухаючись островом, потрапили під перехресний вогонь з обох боків.
Морські піхотинці змогли встановити два кулемета Браунінга, якими вони стали придушувати вогонь з печер Гавуту, що дозволило продовжити висадку і просунутися вглиб острова. Очікуючи прикриття, морські піхотинці роззосередилися і незабаром їх положення стало критичним. Капітан Джордж Стеллінг, який командував батальйоном, наказав морським піхотинцям почати щільний вогонь кулеметів і мінометів по позиціям японських кулеметників на Танамбого. Незабаром американські бомбардувальники скинули декілька бомб на Танамбого, зменшивши інтенсивність вогню з цього острова. Приблизно через дві години морські піхотинці досягли Висоти 148 і піднялись на неї. Підіймаючись на вершину, морські піхотинці винищували японців на пагорбі, з більшої частини якого продовжував йти вогонь, за допомогою вибухівки, ручних гранат і врукопашну. Досягнувши вершини пагорбу, морські піхотинці також отримали можливість збільшити інтенсивність вогню на Танамбого. Командир батальйону морської піхоти на Гавуту передав радіограму генералу Рупертусу, просячи підкріплення до початку атаки на Танамбого.

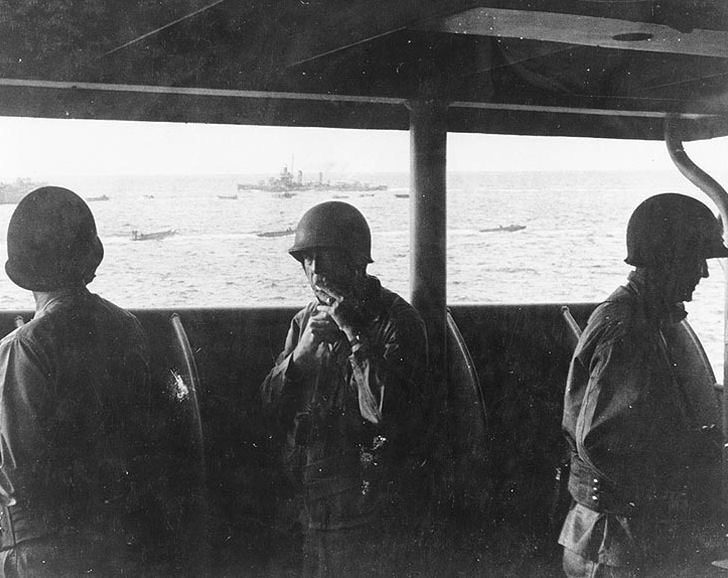
Бригадний генерал Рупертус (в центрі) керує наступом на Тулагі, Гавуту і Танамбого зі свого корабля 7 або 8 серпня. На задньому плані десантний корабель і есмінець.

Більша частина з 240 японських захисників Танамбого були пілоти або технічний персонал Йокогамської авіагрупи. Рупертус відправив тільки одну роту морських піхотинців з 1-го батальйону 2-го полку морської піхоти з острова Флорида на допомогу наступаючим на Танамбого, проігнорувавши думку членів свого штабу про те, що однієї роти для цього недостатньо. Помилково вважаючи, що Танамбого має слабкий захист, ця рота направилась в амфібійну атаку прямо на Танамбого одразу після настання темряви 7 серпня. Освітлені залпами артилерійського вогню американських військових кораблів, що обстрілювали острів, 5 десантних кораблів морської піхоти попали під шквальний вогонь після того як наблизились до берега, багато моряків загинуло або були поранені, три катери були сильно пошкоджені. Усвідомивши помилковість своєї позиції, командир роти наказав катерам, що залишились, забрати поранених, а сам з дюжиною піхотинців, які вже висадились, по дамбі перебіг на Гавуту. Японці на Танамбого втратили тільки 10 солдатів загиблими під час бойових дій в цей день.
Протягом всієї ночі японці намагалися атакувати морських піхотинців на Гавуту під прикриттям тропічних штормів. Вандегріфт приготувався надіслати підкріплення на допомогу наступаючим на Танамбого. 3-й батальйон 2-го полку морської піхоти (3/2) все ще знаходився на кораблях біля Гуадалканалу, і готовий був приєднатися до атакуючих на Танамбого 8 серпня.
В 10.00 8 серпня почалась висадка десанту з третього батальйону на Гавуту. Пізніше вони беруть участь у руйнуванні оборонних споруд на острові, яке завершилось до середини дня. Потім 3-ій батальйон приготувався до атаки на острів Танамбого. Морські піхотинці на острові Гавута були забезпечені вогневою підтримкою перед атакою. В ході підготовки до штурму були викликані пікірувальники з американських авіаносців і артилерійський вогонь кораблів. Після того, як літаки випадково скинули бомби на американських морських піхотинців на Гавуту, вбивши чотирьох осіб, наступна авіаційна підтримка була відмінена. Проте, легкий крейсер «Сан Хуан» безпомилково посилав залп за залпом на потрібний острів, бомбардуючи Танамбого протягом 30 хвилин. Морські піхотинці відновили наступ в 16.15 одночасно з десантних катерів і по дамбі і, при підтримці двох легких танків Стюарт, рушили на японські оборонні позиції. Один із танків, який зупинився і виявився відокремленим від морських піхотинців, був оточений близько 50 японцями. Вони підпалили танк, вбивши двох членів екіпажу і побивши двох інших танкістів до того, як більшість з них були вбиті морськими піхотинцями. Американці пізніше нарахували 42 японських трупа навколо згорілого танка, включаючи офіцера Йокогамської авіагрупи і декількох пілотів гідролітаків. Один з японців, що вижили після атаки на танк, писав: «Я пам'ятаю, я бачив свого командира капітана 3-го рангу Сабуро Кацуту на башті танка. Це був останній раз, коли я його бачив» ".
Протягом дня морські піхотинці методично підривали входи в печери, знищивши більшість із них до 21.00. Декілька японців, що вижили, проводили поодинокі вилазки протягом всієї ночі, які закінчувались рукопашними боями. До полудня 9 серпня японський опір на Танамбого завершився. Під час боїв за Гавуту і Танамбого загинуло 476 японських солдатів і 70 американських морських піхотинців і моряків. З 20-ти військовополонених, захоплених в бою, більшість були не японськими військовослужбовцями, а корейськими будівельниками, що входили до складу японського будівельного підрозділу.

## Висадка на Гуадалканалі

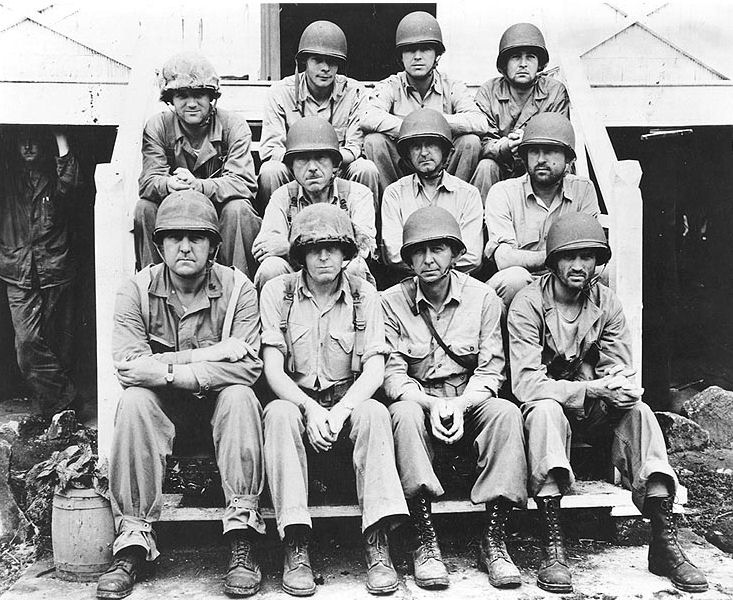
Офіцери морської піхоти, які командували підрозділами під час наступу на Тулагі на груповій фотографії одразу після бою.

На відміну від висадки на Тулагі, Гавуту і Танамбого, десант на Гуадалканалі зустрів значно менший опір. В 09:10 7 серпня генерал Вандегріфт з 11 000 морських піхотинців висадився на Гуадалкналі між мисами Колі і Лунга. Рухаючись в напрямі до мису Лунга, вони не зустріли жодного спротиву, крім густого тропічного лісу, і зупинились на ніч на відстані близько 1 000 метрів від аеродрому біля мису Лунга. Наступного дня, знову зустрічаючи лише незначний опір, морські піхотинці підійшли до річки Лунга і захопили аеродром до 16:00 8 серпня. Японські будівельні підрозділи покинули зону аеродрому, залишивши продовольство, будівельні матеріали і обладнання, а також автомобілі.

## Результати битви
Під час битви близько 80 японців з Тулагі і Гавуту-Танамбого вплав дісталися острова Флорида. Проте, всі вони потім були знайдені і вбиті морськими піхотинцями і британськими патрулями протягом наступних двох місяців. Союзники незабаром стали використовувати якірну стоянку біля Тулагі, одну із найкращих природних гаваней в південній частині Тихого океану, побудувавши морську базу і заправочну станцію. Під час кампанії на Гуадалканалі і Соломонових островах Тулагі виконував функцію важливої бази для морських операцій союзників. З моменту, коли японський флот отримав контроль над навколишнім морем в темну пору доби і протягом всієї Гуадалканалської кампанії, кораблі Союзників біля Гуадалканала, які не могли вийти в море до світанку, зазвичай знаходили укриття в гавані Тулагі. Кораблі, пошкоджені в морських боях з серпня по грудень 1942 року, зазвичай кидали якір в гавані Тулагі і проходили тимчасовий ремонт до того, як відходили в тилові порти на капітальний ремонт.
Під час Гуадалканальської кампанії острів Тулагі був базою американських торпедних катерів. Ці торпедні катери брали участь в спробах припинення рейсів «Токійського експресу», які підвозили підкріплення і постачання японським військам на Гуадалканалі. Крім невеликого контингенту, що залишився для будівництва, гарнізонної служби, обслуговування і захисту бази на Тулагі, більша частина морських піхотинців, що захопили Тулагі і найближчі острови, була передислокована на Гуадалканал для захисту аеродрому, пізніше названого Союзниками Гендерсон-філд, і розміщеного поблизу мису Лунга, який став метою всіх майбутніх важливих наземних битв під час Гуадалканальської кампанії.

## Пам'ять
Ескортний авіаносець ВМС США «Тулагі», який знаходився в складі флоту з 1943 по 1946 роки, отримав назву в пам'ять про десант на однойменний острів.

## Виноски
1. ↑  Zimmerman, p. 173–175  [Архівовано 17 вересня 2017 у Wayback Machine.].
2. ↑  Vava'u Press Ltd, Matangi Tonga Online, 2006. Архів оригіналу за 7 квітня 2020. Процитовано 13 червня 2014.
3. ↑  Jersey, p. 356—358.
4. ↑  Lundstrom, Guadalcanal Campaign, с. 41-42. Авіагрупа Йокогама Міядзакі підпорядковувалась 5-й повітряній наступальній групі, яка також мала назву 25-я повітряна флотилія, під командуванням Ямади і штаб-квартирою в Рабаулі, Нова Британія. 5-й повітряна наступальна група підпорядковувалась Головним військово-повітряним силам, які також носили назву 11-й повітряний флот, під командуванням Нісідзо Цукахари, штаб-квартира якого знаходилась на Тініані.
5. ↑  Frank, Guadalcanal, с. 51.
6. ↑  Frank, Guadalcanal, с. 50.
7. ↑  Frank, Guadalcanal, с. 79.
8. ↑  Frank, Guadalcanal, с. 78-79. 15 з них були корейськими робітниками, а не японськими військовими.
9. ↑  Murray, с. 169—195.
10. ↑  Murray, War to be Won, с. 196.
11. ↑  Loxton, Shame of Savo, с. 3.
12. ↑  Frank, Guadalcanal, с. 23-31, 129, 628.
13. ↑  Morison, Struggle for Guadalcanal, с. 12.
14. ↑  Murray, War to be Won, с. 199—200.
15. ↑  Loxton, Shame of Savo, с. 5.
16. ↑  Frank, Guadalcanal, с. 35-37, 53. 1-ша дивізія морської піхоти внаслідок відсутності американських сухопутних підрозділів, що мали амфібійну підготовку, в тихоокеанському регіоні(Christ, с. 25).
17. ↑  Morison, Struggle for Guadalcanal, с. 15.
18. ↑  McGee, The Solomons Campaigns, p. 20-21.
19. ↑  Frank, Guadalcanal, с. 57, 619—621, Jersey, Hell's Islands, с. 129.
20. ↑  Jersey, Hell's Islands, с. 77, McGee, The Solomons Campaigns, с. 21.
21. ↑  Frank, Guadalcanal, с. 60.
22. ↑  Hammel, Carrier Clash, с. 46-47, Jersey, Hell's Islands, с. 78 и Lundstrom, Guadalcanal Campaign, с. 38.
23. ↑  Zimmerman, The Guadalcanal Campaign, с. 26-27, Peatross, Bless 'em All, с. 36, Jersey, Hell's Islands, с. 96, 124—125. Жоден із японських солдатів на Тулагі не загинув під час попередніх бомбардувань авіації і бойових кораблів. В 10.04, під час бомбардування Гавуту, відбувся вибух пороху на «Сан-Хуані», при якому загинуло сім членів екіпажу і було поранено 11. Мангри, які росли на межі моря і суходолу, являли собою перешкоду для великих амфібійних десантів. Визначаючи до виходу з Нової Зеландії зони висадки, ґрунтуючись на своїх знаннях узбережжя Тулагі і навколишніх рифів, лейтенант Стекпул додав місця для висадки з амфібій них катерів на берег Тулагі, вільні від мангрових хащ.
24. ↑  Frank, Guadalcanal, с. 72-73.
25. ↑  Alexander, с. 51, 81-82, Jersey, Hell's Islands, с. 80, 133—134, Zimmerman, The Guadalcanal Campaign, с. 27-28 і Lundstrom, Guadalcanal Campaign, с. 38. Це відділення 3-го куре морської піхоти підпорядковувалось 8-му флоту під командуванням адмірала Гун'їті Мікави. 3-є куре морської піхоти головним чином складалося з резервістів, більшій частині яких було за 40 років. Також на Тулагі знаходилися японські електрики і інженери з 14-го будівельного підрозділу, які, не дивлячись на те, що не мали бойової підготовки, допомагали 3-му загону морської піхоти Куре захищати острів.
26. ↑  Peatross, Bless 'em All, с. 37-41, Zimmerman, The Guadalcanal Campaign, с. 28-31, Jersey, Hell's Islands, с. 82, 131, 138—139, Alexander, с. 82. Командир рейдерів «С» Кеннет Д. Бейлі захопив японський бункер до того, як отримав поранення в стегно і був евакуйований.
27. ↑  Shaw, First Offensive, с. 8-9, Peatross, Bless 'em All, с. 41, Jersey, Hell's Islands, с. 140.
28. ↑  Alexander, с. 96-99, Hoffman, Marine Raiders, Zimmerman, The Guadalcanal Campaign, с. 33, Frank, Guadalcanal, с. 77-78, Jersey, Hell's Islands, с. 140.
29. ↑  Jersey, Hell's Islands, с. 135.
30. ↑  Hoffman, Marine Raiders.
31. ↑  Zimmerman, The Guadalcanal Campaign, с. 33.
32. ↑  Frank, Guadalcanal, с. 77-78. Александер (с. 84) доповідав, що також були взяті в полон одна японка і декілька дітей. 38 рейдерів загинули і 55 отримали поранення (Alexander с. 102).
33. ↑  Frank, с. 628, Jersey, с. 150. 14-й будівельний підрозділ підпорядковувався будівельним військам Хасімото і Хари.
34. ↑  Christ, с. 46, Hough, с. 266—267.
35. ↑  Christ, с. 55, Griffith, с. 61.
36. ↑  Zimmerman, с. 34, Christ, с. 33.
37. ↑  Christ, c. 40-41.
38. ↑  Christ, с. 52-58, Frank, с. 75-76.
39. ↑  Christ, с. 59-69, 81. Стеллінг прийняв командування батальйоном після того, як його командир, майор Роберт Міллер, не міг виконувати свої обов'язки через нервовий стрес, а наступний по рангу, майор Роберт Вільямс, був важко поранений.
40. ↑  Christ, с. 94, Griffith, с. 61-62, Jersey, с. 156.
41. ↑  Christ, с. 100.
42. ↑  Jersey, с. 144, Zimmerman, с. 35. Стан командира батальйону Роберта Міллера значно покращився до 16.30, і саме він викликав підкріплення(Christ, с. 108).
43. ↑  Christ, с. 112—113, Frank, с. 77, Jersey, с. 160—163. Парашутний батальйон втратив 84 солдата за цей день, в тому числі 30 загиблими.
44. ↑  Griffith, с. 62. 3/2 командував підполковник Лерой П. Хант (Christ, с. 131).
45. ↑  Zimmerman, с. 36-38, Christ, с. 113.
46. ↑  Christ, с. 134—135, Jersey, с. 178—179, 181, Frank, с. 78-79 і Lundstrom, с. 38, Gilbert, с. 38. Лейтенант Е. Дж. Свіні, командир танкового взводу, загинув під час нападу на танк в той момент, коли він знаходився на башті танка. Лундстром пише, що Міядзакі загинув при атаці на танк, але Джерсі відмічає, що Міядзакі не знаходився в районі Гуадалканала в цей час і пережив війну.
47. ↑  Frank, с. 78-79 и Lundstrom, с. 38.
48. ↑  Zimmerman, с. 38.
49. ↑  Frank, с. 79, Jersey, с. 181, Christ, с. 169. В полон попало чотири військовослужбовці Йокогамської авіагрупи.
50. ↑  Morison, Struggle for Guadalcanal, с. 15, і Frank, Guadalcanal, с. 61-62 і 81.
51. ↑  Frank, Guadalcanal, с. 79 і Lundstrom, Guadalcanal Campaign, с. 38.
52. ↑  Jersey, Hell's Islands, с. 3, Griffith, Battle for Guadalcanal, с. 93.
53. ↑  Griffith, Battle for Guadalcanal, с. 93.